# 埃莉萨·约里奥
埃莉萨·约里奥（義大利語：Elisa Iorio，2003年3月21日—），意大利女子竞技体操运动员，2019年世界竞技体操锦标赛女子团体全能铜牌得主、2024年夏季奥林匹克运动会女子团体全能银牌得主。